# Bivonaea
Bivonaea é um género botânico pertencente à família Brassicaceae. o nome é uma homenagem ao botanista siciliano Barone Antonino de Bivona-Bernardi (1774-1837).